# BH Group
A BH Group fitneszgépeket, wellness termékeket és kerékpárokat gyártó vállalatcsoport, melynek székhelye Spanyolország. Ma BH csoportnak két gyártó és több összeszerelő üzeme található Vitoria-ban (Spanyolországban) és egy Portugáliában. Szolgáltatások közé tartozik a fitnesz, wellness és kerékpár gyártása és alkatrészek készítése a BMW és a Mercedes számára.

## Történet
A BH Group leányvállalatát, Beistegui Hermanos 1909-ben alapította Spanyolország északi részén. Kezdetben fegyver és acélgyártás végeztetek üzemeiben. A BH -Beistegui Hermanos és az Astra gyártotta a kivehető tárral rendelkező, váltható tűzállású "Schnellfeuer" típust. A BH 1919-ben úgy döntött, hogy a megtermelt acélt más módon is hasznosítja, ezért kerékpárokat és kerékpár alkatrészeket kezdett el gyártani.

### Kronológiai áttekintés
- 1909: Beistegui Hermanos SA cég alapítása, kezdetben kivehető tárral rendelkező, váltható tűzállású fegyverek gyártása.
- 1919: Az első világháború végére, jelentős tapasztalatra tett szert az acél megmunkálásában. Elindul a BH Bike kerékpárok gyártása.
- 1935-1936: A BH egymás után kétszer megnyerte a "Vuelta ciclista a España (Tour of Spain)" körversenyt.
- 1975: Ötvözi az elektronikus és a motor technológiát. Megalakul a BH Fitness részleg.
- 1980: BH bevezette a rezgő kerékpárt ( "Vibrocycle").
- 1985: A BH cég létrehozza a Exercycle SA részleget.
- 1987: BH Bike saját csapat megnyerte a Spanyol Vuelta körversenyt. A BH bevezeti az elektronikus monitort.
- 1988: Az állítható hidraulikus rendszer feltalálása.
- 1995: A BH üzemeiben acél helyett alumínium felhasználásából készíti termékeit.
- 1996: A BH elindítja a Spin Bike termékek gyártását.
- 1997: A BH AC motoros gyártási eljárása (váltóáramú frekvenciaváltós motorok).
- 2000: BH kerékpár elnyerte "Kerékpár of the Year" Le Cycle magazin (2005), Ciclismo a Fondo (2006) és Kerékpározás Plus (2006) magazinok világtermék díjakat.[2]
- 2006 A Tajvani BH-ázsia cég megalakítása.
- 2008 BH Bike létrehozza saját Triatlon csapatát.[3][3]
- 2007 BH Észak-Amerika csoportjának megalapítása
- 2009 Létrehozta a Trophy Bike sorozatot.[4] Tour de France" körverseny AG2R francia csapatnak beszállítója, és szponzora.
- 2010 A BH csoport elnyeri a ISO 14001 szabvány (Környezetközpontú irányítási rendszer).
- 2011 Energiatakarékos ECO üzemmód bevezetése.

## Részei
A BH group 4 részre osztható, a BH Fitness (fitnesz felszerelések), a BH Shiatsu/Tecnovita (wellness termékek), a BH Bike (kerékpárok) és a BH Emotion (elektromos kerékpárok).

### BH Fitness
A BH Fitness az 1960-as években kezdte el a működését. Megalkotta a BH Fitness, BH HiPower, BH Strength és a BH Vibration vonalakat.

### BH Shiatsu/Tecnovita
A BH Shiatsu a cég wellness részlege.

### BH Bike

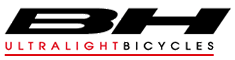
BH Bike

A BH Bike 1909-ben került megalapításra az utcai kerékpár iparágban.

### BH Emotion
A BH Emotion 2009-ben került megalapításra. Fő termékei a elektromos kerékpárok.

## Fordítás
- Ez a szócikk részben vagy egészben  a   BH_North_America című angol Wikipédia-szócikk ezen változatának fordításán alapul.  Az eredeti cikk szerkesztőit annak laptörténete sorolja fel. Ez a jelzés csupán a megfogalmazás eredetét és a szerzői jogokat jelzi, nem szolgál a cikkben szereplő információk forrásmegjelöléseként.
- Ez a szócikk részben vagy egészben  a   Beistegui_Hermanos című angol Wikipédia-szócikk ezen változatának fordításán alapul.  Az eredeti cikk szerkesztőit annak laptörténete sorolja fel. Ez a jelzés csupán a megfogalmazás eredetét és a szerzői jogokat jelzi, nem szolgál a cikkben szereplő információk forrásmegjelöléseként.
- Ez a szócikk részben vagy egészben  a   BH_Latinoamerica című spanyol Wikipédia-szócikk ezen változatának fordításán alapul.  Az eredeti cikk szerkesztőit annak laptörténete sorolja fel. Ez a jelzés csupán a megfogalmazás eredetét és a szerzői jogokat jelzi, nem szolgál a cikkben szereplő információk forrásmegjelöléseként.
- Ez a szócikk részben vagy egészben  a   BH_(empresa) című spanyol Wikipédia-szócikk ezen változatának fordításán alapul.  Az eredeti cikk szerkesztőit annak laptörténete sorolja fel. Ez a jelzés csupán a megfogalmazás eredetét és a szerzői jogokat jelzi, nem szolgál a cikkben szereplő információk forrásmegjelöléseként.